# 劉義欣
劉 義欣（りゅう ぎきん、元興3年（404年）- 元嘉16年閏9月4日（439年10月27日））は、南朝宋の皇族。長沙成王。劉裕の甥にあたる。

## 経歴
劉道憐の三男として生まれた。東晋の末年、中領軍となり、征虜将軍の位を受けた。永初元年（420年）6月、劉裕が帝位につくと、義欣は青州刺史・魏郡太守に任じられ、石頭に駐屯した。元嘉元年（424年）、後将軍の号を受け、散騎常侍の位を加えられた。元嘉3年（426年）5月、南兗州刺史に任じられた。元嘉7年（430年）、到彦之が大軍を率いて黄河流域に入ると、義欣は彭城に進軍してその後詰めとなった。到彦之が敗北すると、青州や斉州では騒擾が起こり、義欣の側近たちは北魏の大規模な侵攻を危惧して、義欣に建康への帰還を勧めたが、義欣は動こうとしなかった。12月、使持節・監豫司雍并四州諸軍事・豫州刺史となり、寿陽に駐屯した。当時淮西・江北の農地は荒廃していたが、義欣は治水と灌漑を整備して良田の復旧に尽力した。
元嘉10年（433年）、鎮軍将軍の号を受けた。監から都督に進んだ。元嘉11年（434年）夏、入朝した。
元嘉16年閏9月乙未（439年10月27日）、死去。享年36。散騎常侍・征西将軍・開府儀同三司の位を追贈された。諡は成王といった。

## 子女
- 劉瑾（? - 453年、字は彦瑜、太子屯騎校尉、劉劭に殺害された）
- 劉祗（? - 466年、字は彦期、中書郎、南兗州刺史・都官尚書、晋安王劉子勛の乱に加担して殺害された）
- 劉楷（? - 453年、秘書郎、劉劭に殺害された）
- 劉瞻（? - 466年、晋安郡太守、晋安王劉子勛とともに殺害された）
- 劉韞（? - 477年、字は彦文、歩兵校尉、宣城郡太守、黄門郎、太子中庶子、侍中・南兗州刺史、呉興郡太守、撫軍将軍・雍州刺史、左衛将軍・散騎常侍・中領軍、従兄の劉秉とともに斉王蕭道成にそむいて殺害された）
- 劉弼（? - 466年、武昌郡太守、晋安王劉子勛とともに殺害された）
- 劉鑑（員外散騎侍郎）
- 劉勰（? - 473年、字は彦和、侍中・呉興郡太守）
- 劉顥（? - 476年、字は彦明、侍中・左衛将軍、冠軍将軍・呉興郡太守）
- 劉述（? - 477年、東陽郡太守、黄門郎、従兄の劉秉とともに斉王蕭道成にそむき、敗れて白山に逃れ、捕らえられて処刑された）

## 伝記資料
- 『宋書』巻51 列伝第11
- 『南史』巻13 列伝第3